# Cesáreo Alierta
Cesáreo Alierta Perela (Zaragoza, 9 de diciembre de 1909 - Zaragoza, 18 de abril de 1974) fue un empresario, alcalde de Zaragoza de 1966 a 1970 y presidente del Real Zaragoza de 1952 a 1958. 
Contrajo matrimonio con Juana Izuel Labad y fue padre de César Alierta, presidente de Telefónica; del diputado por la Unión de Centro Democrático y senador por el Partido Popular Mariano Alierta y de Juana Alierta, viuda de Ramón Sainz de Varanda, político socialista y alcalde de Zaragoza (1979-1986).
Estudió en el colegio de Santo Tomás de Zaragoza. Fue presidente del club de fútbol Real Zaragoza entre 1953 y 1958. Durante su mandato, se construyó el estadio de La Romareda, que se inauguró el 8 de septiembre de 1957 con un partido entre el Real Zaragoza y Osasuna. En 1966, fue nombrado alcalde de Zaragoza, permaneciendo en el cargo hasta 1970. En octubre de 1969, mientras presenciaba un partido de fútbol, entre el Real Zaragoza y el Sevilla F. C. sufrió un infarto de miocardio. Falleció en 1974.

## Honores
En Zaragoza llevan su nombre una importante avenida y un Colegio Público.
| Predecesor: Luis Gómez Laguna | Alcalde de Zaragoza 1966 - 1970 | Sucesor: Mariano Horno Liria |